# Kalifornia
Kalifornia är en amerikansk film från 1993 i regi av Dominic Sena efter manus av Stephen Levy och Tim Metcalfe.

## Handling
Journalisten Brian Kessler (David Duchovny) söker information om seriemördare och drar ut med sin fotograf, tillika sin flickvän, på en resa igenom landet för att besöka platser där seriemord begåtts. Under resans gång stöter de på kriminelle Early Grayce (Brad Pitt) som får åka med.

## Om filmen
Filmen har seriemördaren Charlie Starkweather som förebild. Starkweather har varit förebild för många filmer.

## Rollista (i urval)
| Brad Pitt       | – Early Grayce    |
| Juliette Lewis  | – Adele Corners   |
| David Duchovny  | – Brian Kessler   |
| Michelle Forbes | – Carrie Laughlin |